# Indebita compensazione
L'indebita compensazione è un reato previsto dall'ordinamento italiano all'articolo 10 quater del decreto legislativo numero 74 del 2000. Assieme ai reati di omesso versamento di ritenute certificate e omesso versamento di imposta sul valore aggiunto costituisce uno dei reati che puniscono la condotta di omesso versamento di imposte. Attraverso l'introduzione di questa norme incriminatrice, il legislatore ha in parte abbandonato la tendenza a limitare la tutela penale al momento della presentazione della dichiarazione, estendendola anche ad alcune ipotesi di mancato versamento delle imposte.

## Disciplina
L'art. 10 quater, introdotto dal decreto legge n. 223 del 2006, a decorrere dal 4 luglio 2006 estende l'applicazione dell'art. 10 bis, a chiunque non versa le somme dovute, utilizzando in compensazione ai sensi dell'art. 17 del D.Lgs. 241/1997, crediti inesistenti o non spettanti.
L'espressione “somme dovute” si riferisce a qualsiasi versamento da eseguire tramite modello F24.
Il reato si consuma nel momento in cui le indebite compensazioni eccedono 50000 € in un periodo d'imposta.
I crediti oggetto di indebita compensazione:
- se inesistenti, ovvero non risultanti dalle dichiarazioni annuali integrano certamente il reato. Inoltre l'indebita compensazione costituisce violazione amministrativa punita con la sanzione fino al 30% dell'importo compensato, (elevata dal 29 novembre 2008 dal 100% al 200% con il D.L. 185/2009 e successivamente per importi superiori a 50.000 euro del 200% dalla data di conversione del decreto nella legge n. 2/2009).
- se non spettanti, ad esempio perché non compensabili o perché si tratta di agevolazioni a cui non si ha diritto, è dubbia la rilevanza penale di tale condotta stante la necessità del dolo specifico in capo all'agente. In tale caso la sanzione amministrativa è del 30%.

### Competenza
Competente per tutti i reati è il giudice del luogo di domicilio fiscale del contribuente.